# Извор (Долж)
Извор (рум. Izvor) насеље је у Румунији у округу Долж у општини Шимнику де Сус. Oпштина се налази на надморској висини од 157 m.

## Становништво
Према подацима из 2002. године у насељу је живело 482 становника, од којих су сви румунске националности.